# ウオクイワシ
ウオクイワシ（魚食鷲、学名:Ichthyophaga ichthyaetus)は、タカ目タカ科に分類される鳥。